# Амангельдинский район
Амангельди́нский райо́н (каз. Аманкелді ауданы, до 1936 года — Батпакка́ринский) — район в Костанайской области Казахстана. Административный центр — село Амангельды.
В 1928 году район образован как Батпаккаринский, но уже в 1936 году был переименован в честь революционера Амангельды Иманова.

## Физико-географическая характеристика
Район расположен в юго-восточной части Костанайской области. Граничит с Джангельдинским и Наурзумским районами, а также с территорией города областного подчинения Аркалыка Костанайской области, Жаркаинским районом Акмолинской области и Улытауским районом Карагандинской области. Юго-восточную часть района занимает Тургайское плато. Полезные ископаемые: бурый уголь, железные руды, бокситы и строительные материалы.

### Климат
Климат континентальный, зима холодная, лето умеренно жаркое. Средние температуры января: −16…−18°С, июля: 22…24°С. Среднегодовое количество атмосферных осадков: 150—200 мм.

### Гидрография
Через территорию района протекают реки Улы-Жыланшык в верхнем течении и Тургай с притоками Сарыозен, Жалдама, Кара-Тургай в среднем и нижнем течении. Имеется множество пресных и солёных озёр. Растительность полынно-ковыльно-типчаковая.

## История
Район был образован 17 января 1928 года в составе Кустанайского округа как Батпаккаринский район. 2 ноября 1929 года в Батпаккаринском районе началось народное восстание против советской власти.
В 1932 году на всю территорию района распространился голод. В 1936 году Батпаккаринский район был переименован в честь героя национально-освободительного восстания 1916 года и гражданской войны Амангельды Иманова. 1941—1945 годы в Великой Отечественной войне участвовало свыше 3 тысяч жителей района.
22 октября 1955 года часть территории Амангельдинского района была передана в новый Октябрьский район.
В 1970—1988 и 1990—1997 годах район входил в состав Тургайской области.

## Население
Национальный состав (на начало 2019 года):
- казахи — 16 225 чел. (98,48 %),
- русские — 135 чел. (0,82 %),
- украинцы — 30 чел. (0,18 %),
- башкиры — 28 чел. (0,17 %),
- татары — 19 чел. (0,12 %),
- другие — 38 чел. (0,23 %).
- Всего: 16 475 чел. (100 %).

## Административно-территориальное деление
В состав Амангельдинского района входит 10 сельских округов.
| Сельский округ                 | Населённые пункты                                                    |
| Село Аксай                     | село Аксай                                                           |
| Амангельдинский сельский округ | село Амангельды, село Есир, село Кемер, село Аккиси, село Когалыколь |
| Амантогайский сельский округ   | село Амантогай, село Жалдама, село Шакпак, село Каракудук            |
| Байгабылский сельский округ    | село Байгабыл, село Жетибай, село Жанатурмыс                         |
| Кабыргинский сельский округ    | село Кабырга, село Жанатай                                           |
| Карасуский сельский округ      | село Карасу, село Агайдар, село им. А. Сыздыкова, село Есенбаев      |
| Кумкешуский сельский округ     | село Кумкешу, село Айтбай                                            |
| Урпекский сельский округ       | село Урпек, село Агаштыколь, село Косжан, село Карашатобе            |
| Уштогайский сельский округ     | село Уштогай, село Степняк                                           |
| Тастинский сельский округ      | село Тасты, село Карынсалды, село Горняк                             |

## Экономика
Основное направление животноводства: выращивание овец, крупного рогатого скота, лошадей. В Амангельдинском районе находится Торгайский бокситовый рудник — сырьевая база Павлодарского алюминиевого завода, комбинат железобетонных изделий, ТЭЦ, молочный завод. Имеется музей Амангельды. Через территорию района проходят областные автомобильные дороги Костанай — Амантогай, Аркалык — Торгай, национальная автодорога Жезказган — Петропавловск, южный участок ветки Аркалык — Есиль Казахстанской железной дороги.

## Известные уроженцы и жители
- Журмухамедов, Мукатай Журмухамедович (1917—1973) — советский казахский государственный, политический и общественный деятель. Председатель Джамбульского областного исполкома (1962—1964). Первый секретарь Джамбульского областного комитета КП Казахстана (1971—1972). Депутат Верховного Совета КазССР 6-го и 8-го созывов.
- Молдахмет Сыздыкович Кенбаев (1925—1993) — казахский советский живописец, народный художник Казахстана.